# La Bisbal d’Empordà
La Bisbal d’Empordà ist eine spanische Stadt im Landesinneren der Costa Brava und die Hauptstadt der Comarca Baix Empordà in Katalonien. Die Stadt hat 11.683 Einwohner (Stand: 2024) und umfasst eine Fläche von 21 km².
Der Name wird vom katalanischen bisbe abgeleitet und bedeutet „die Bischöfliche“, da La Bisbal d’Empordà früher durch den Bischof von Girona geleitet wurde. Das an den Stadtnamen angehängte d’Empordà stammt von der Grafschaft Empordà.

## Politik
Die Kommunalwahl 2007 ergab folgende Sitzverteilung im Gemeinderat:
1. Esquerra-AM 5 Sitze
2. PSC-PM: 5 Sitze
3. CiU 2 Sitze
4. ICV-EUiA-EPM: 1 Sitz

## Sehenswert
Altstadt mit Marienkirche aus dem 17. Jahrhundert und restaurierter Burgpalast von La Bisbal (15.–16. Jahrhundert). Säulengang „Las Voltes“. Alte Brücke (Pont Vell) über den Daró. Häuser im Stil des Modernisme und dessen Gegenbewegung, dem Noucentisme.
Das Stadtbild von La Bisbal d’Empordà ist geprägt von alten Keramikwerkstätten und mit Keramik verzierten Häusern. Die Stadt selbst teilt sich durch das oft trockene Flussbett in Alt- und Neustadt.

## Kultur und Tradition
Die Festa Major zu Ehren der Schutzpatronin wird zu Mariä Himmelfahrt in der Woche vom 15. August gefeiert.